# Radio Vigevano Ducale City
Radio Vigevano Ducale City era un'emittente radiofonica locale di Vigevano, attiva dal 23 dicembre 1975 sulla frequenza di 100,700 mhz.
È stata fondata da Angelo Aniassi, Luigi Gulmini (fornitore delle apparecchiature), Gilberto Monachese e Luigi Azzolini (già proprietario di Radio Pavia). Inizialmente trasmise da via Butti, una traversa di corso Pavia, con un trasmettitore Elpro da 100 watt e una antenna collineare (omnidirezionale) su un palo di 35 m. L'emittente diffondeva il proprio segnale in gran parte della province di Pavia e di Milano.
Tra i primi conduttori, Roberto Forte, un giovane appassionato locale di radiantismo, condusse la prima trasmissione ufficiale.
Nel 1976 la società fu allargata e la sede fu trasferita in corso Milano, con l'acquisto di nuove apparecchiature (compressore dinamico, encoder stereo, un secondo studio per la registrazione e sala conferenze). L'emittente iniziò a trasmettere anche durante la notte e a diffondere un notiziario locale redatto da una redazione giornalistica.
Dopo l'estate tuttavia la famiglia Amelotti si ritirò dalla società e molti dei conduttori abbandonarono l'emittente; nella società subentrarono altri soci e nuovi conduttori e cambiò anche il capo della redazione giornalistica. Dal 1978 la sede ritornò quella iniziale fino all'agosto del 1980, quando la sede si spostò ancora in corso Milano, con un nuovo trasmettitore da 2500 w.
Nel palinsesto, tra i programmi più seguiti, c’era la “Video Hit”, la classifica dei migliori clips musicali della settimana, condotta da Marco Corona. 
Una trasmissione contenitore pomeridiana comprendeva come ospiti personaggi noti. Mariarita Zampirollo, che condusse il programma Il mattiniere fino al 1989. La trasmissione Lo speciale, caratterizzata da un tono goliardico, ideata da Marco Cantella con Andrea Bellazzi e Claudio Merlotti. Erano realizzati spettacoli e concorsi a premi con ospiti illustri.Fra gli altri collaboratori  Carlo Faggioni, Alberto Bergerone, Elia Margherita,  Donatella Borghi e Domenico Galati (oggi Giornalista, Speaker Nazionale e voce del Corriere Della Sera online). Negli anni ’80 l’emittente è ricevibile in quasi tutte le province della Lombardia con sbordamenti fino a Piacenza, Novara e Vercelli.
Dal 1985 Remo Germani, divenuto unico proprietario, fece installare diversi ripetitori che portarono il segnale in Piemonte, Lombardia e parte dell'Emilia.
Nel 2005 quando l’emittente ha terminato le trasmissioni, anche a seguito dell’aggravarsi delle condizioni di salute di Germani che si spegne il 18 ottobre del 2010.